# Anguloa cliftonii
Anguloa cliftonii là một loài thực vật có hoa trong họ Lan. Loài này được Farmer mô tả khoa học đầu tiên năm 1910.

## Hình ảnh

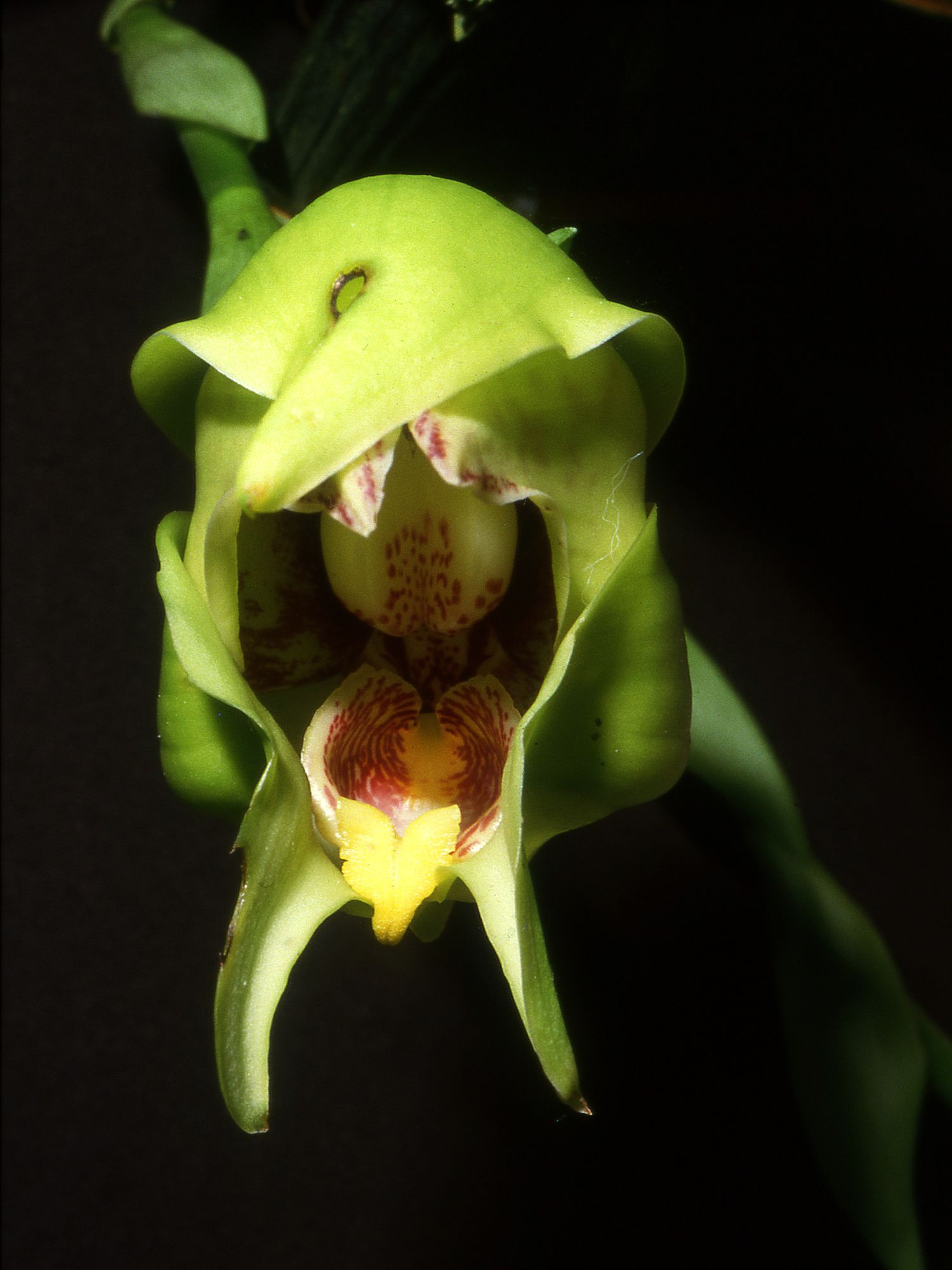
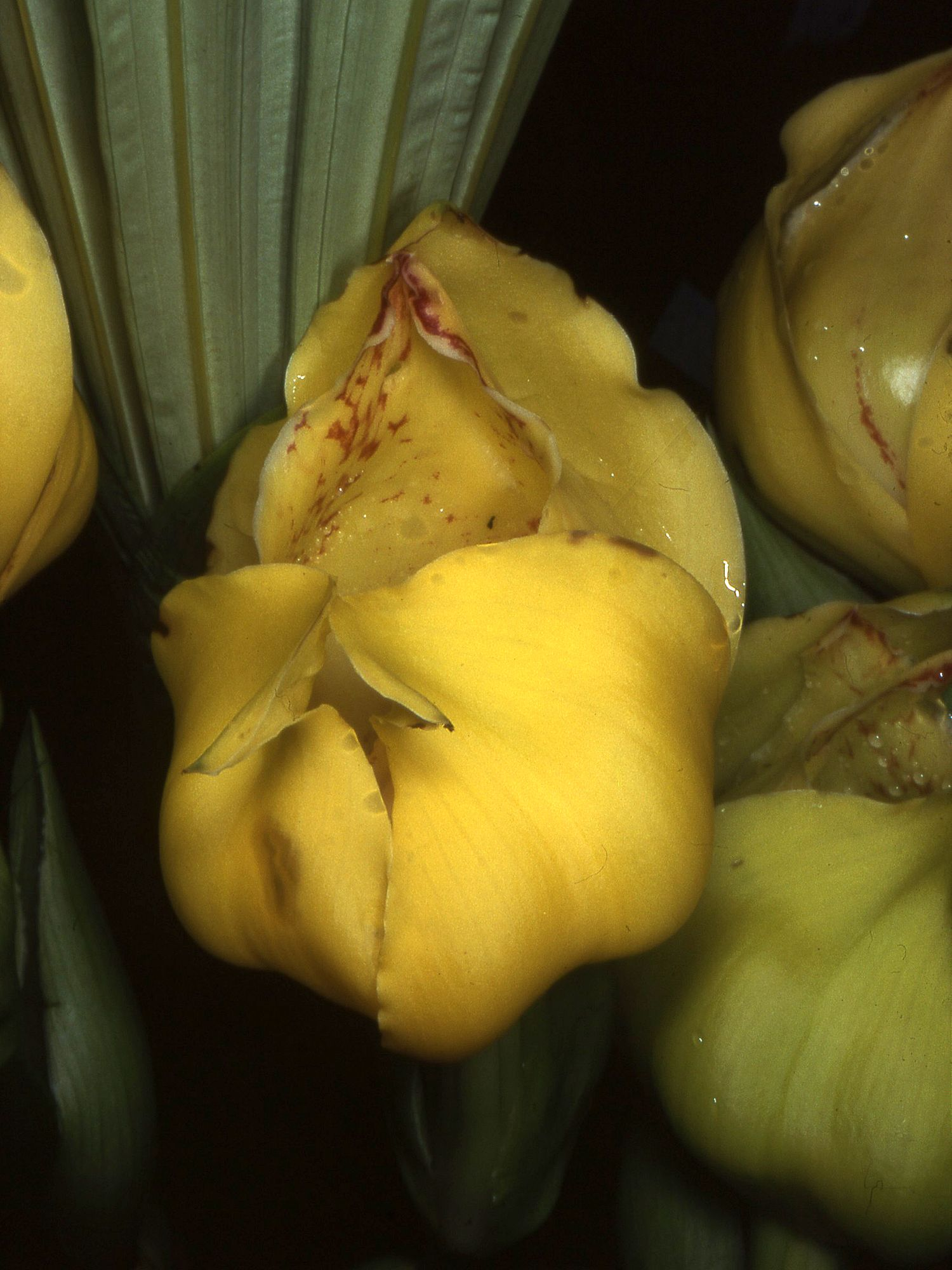
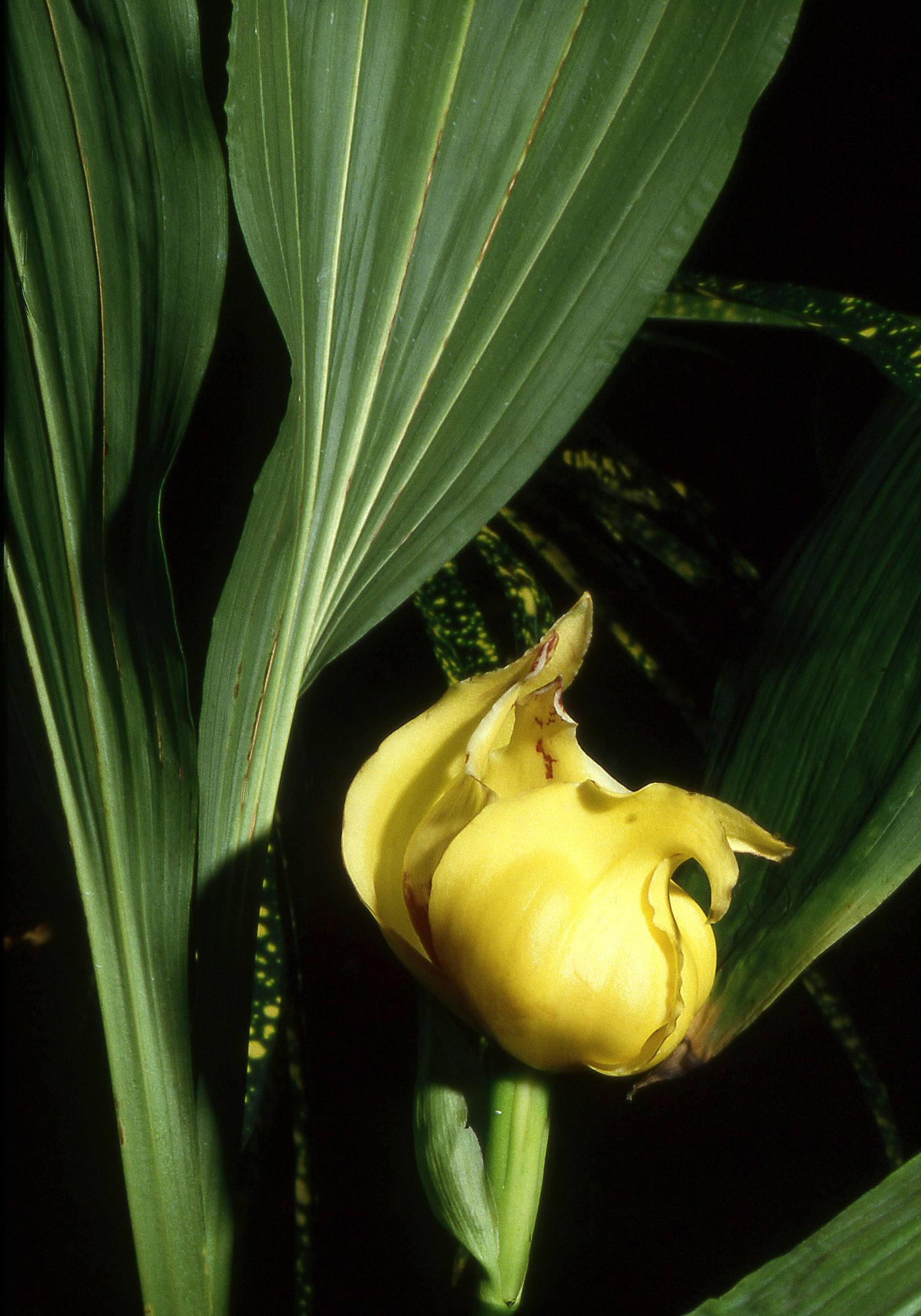
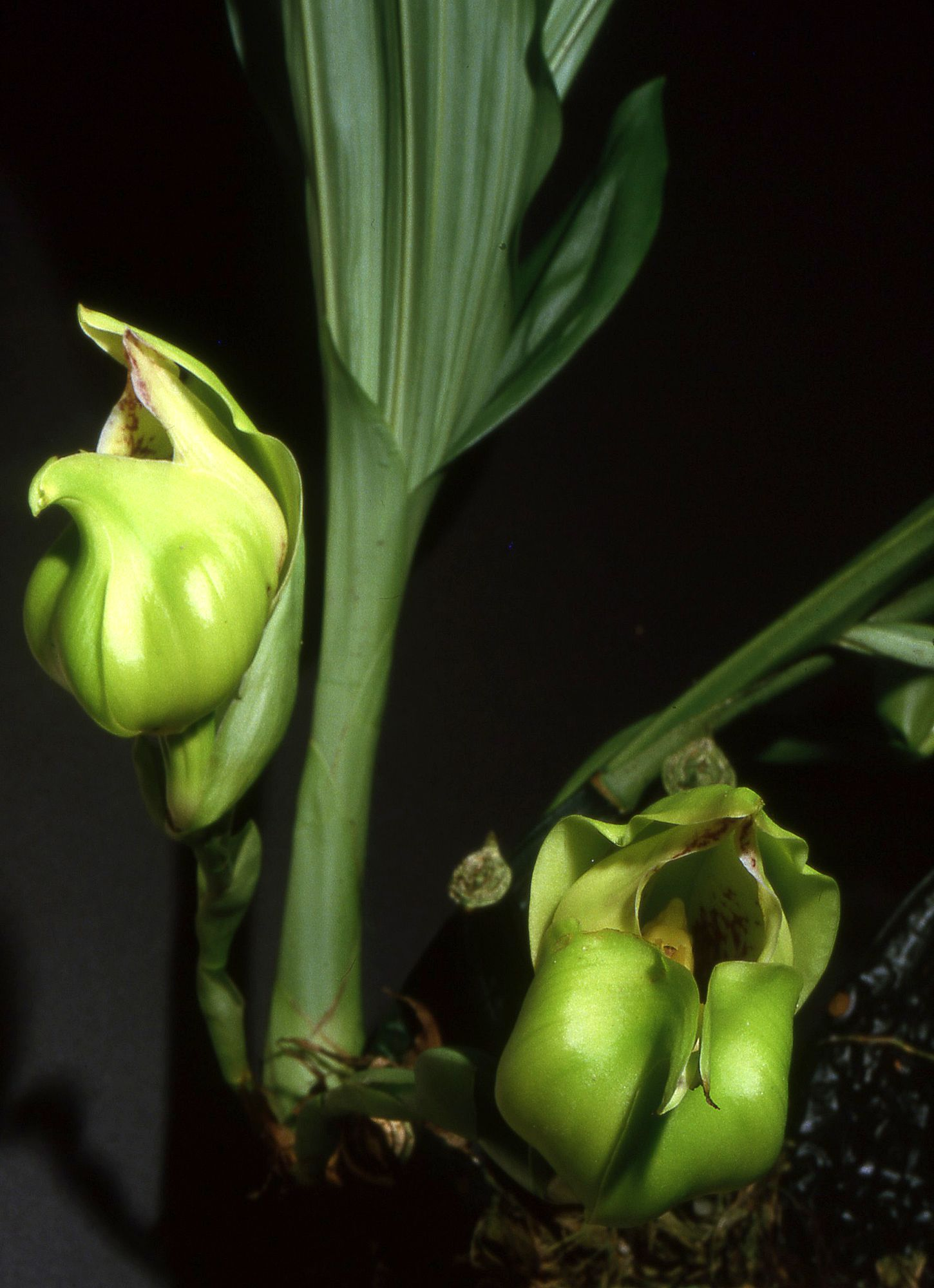